# Чемаш (муниципалитет)
Чемаш (исп. Chemax) — муниципалитет в Мексике, штат Юкатан, с административным центром в одноимённом городе. Численность населения, по данным переписи 2010 года, составила 33 490 человек.

## Общие сведения
Название Chemax с майяйского можно перевести как: деревья обезьян.
Площадь муниципалитета равна 1398 км², что составляет 3,51 % от общей площади штата, а наивысшая точка — 35 метров, расположена в поселении Ненела.
Он граничит с другими муниципалитетами Юкатана: на севере с Тисимином, на западе с Вальядолидом, и на северо-западе с Темосоном, а на востоке и юге с другим штатом Мексики — Кинтана-Роо.

## Учреждение и состав
Муниципалитет был сформирован 7 января 1918 года, а границы менялись до 1966 года, в 2010 году в его состав входило 103 населённых пункта, самые крупные из которых:
| Код INEGI                  | Населённый пункт                                                             | Численность населения (2005 год) | Численность населения (2010 год) |
| -------------------------- | ---------------------------------------------------------------------------- | -------------------------------- | -------------------------------- |
| 019                        | Всего                                                                        | 30023                            | 33490                            |
| 0001                       | Чемаш (исп. Chemax) 20°39′18″ с. ш. 87°56′14″ з. д. (административный центр) | 12764                            | 14885                            |
| 0063                       | Шкан (исп. X-Can) 20°51′30″ с. ш. 87°40′05″ з. д.                            | 4653                             | 5191                             |
| 0062                       | Шалау (исп. Xalaú (X-Alau)) 20°40′40″ с. ш. 88°00′24″ з. д.                  | 1813                             | 2149                             |
| 0005                       | Шкацин (исп. X-Catzín (Catzín)) 20°43′01″ с. ш. 87°51′58″ з. д.              | 1757                             | 2019                             |
| 0054                       | Сисбичен (исп. Sisbichén) 20°49′25″ с. ш. 87°55′20″ з. д.                    | 1566                             | 1747                             |
| 0029                       | Мусель (исп. Mucel) 20°53′40″ с. ш. 87°50′19″ з. д.                          | 900                              | 952                              |
| 0059                       | Ушпибиль (исп. Uspibil) 20°46′08″ с. ш. 88°00′12″ з. д.                      | 764                              | 890                              |
| 0026                       | Кушеб (исп. Kuxeb) 20°51′30″ с. ш. 87°52′05″ з. д.                           | 642                              | 724                              |
| 0006                       | Кокойоль (исп. Cocoyol) 20°47′29″ с. ш. 87°45′01″ з. д.                      | 522                              | 629                              |
| Названия на карте Генштаба |                                                                              |                                  |                                  |

## Экономика
По статистическим данным 2000 года, работоспособное население занято по секторам экономики в следующих пропорциях:
- сельское хозяйство и скотоводство — 62,7 %;
- производство и строительство — 19,5 %;
- торговля, сферы услуг и туризма — 16 %;
- безработные — 1,8 %.

## Инфраструктура
По статистическим данным 2010 года, инфраструктура развита следующим образом:
- электрификация: 99,6 %;
- водоснабжение: 99,1 %;
- водоотведение: 98,9 %.

## Достопримечательности
В муниципалитете можно посетить следующие объекты:
- Церковь Святого Антония Падуанского, построенная в XVII веке;
- Храм Непорочного зачатия, построенный в XVI веке;
- Храм Святого Петра, построенный в XVII веке;
- Здание муниципалитета XIX века;
- Множество археологических памятников периода цивилизации майя: Шалау, Тамба, Больмай, Петуль, Сотполь, Шуяп, Пошиль, Шкоом, Палабан, Шмаос и Шкан.

## Фотографии

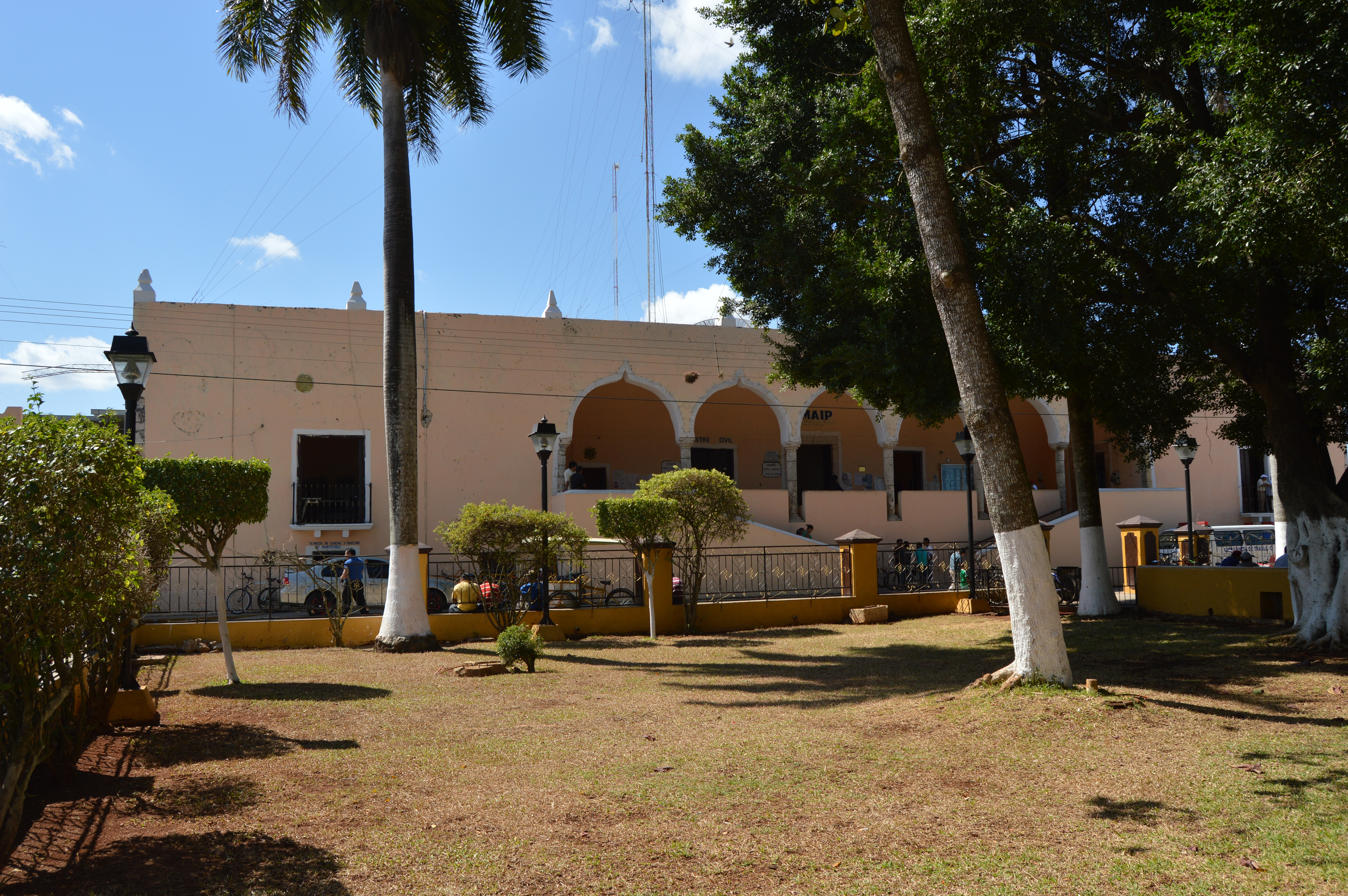
Здание администрации
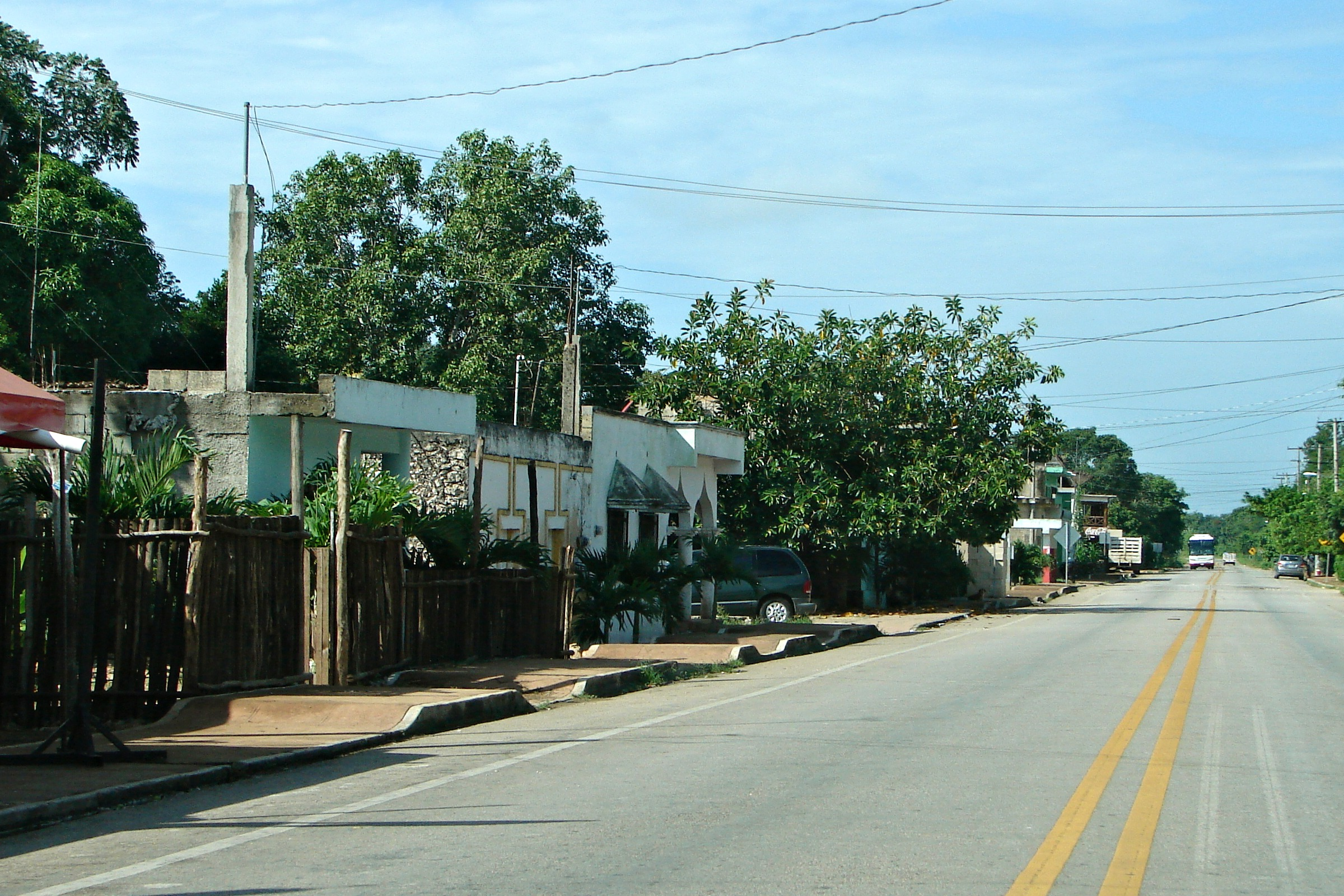
Шкацин
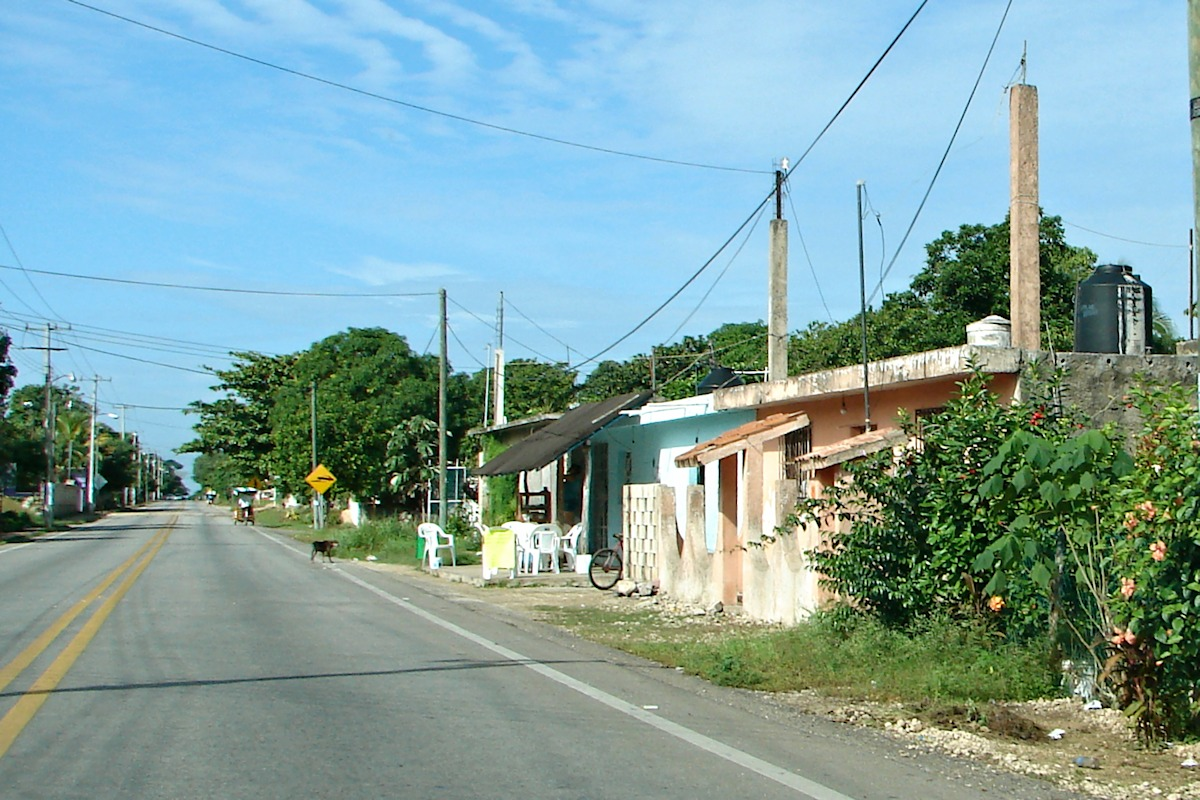
Шкан